# Abbazia di Viboldone
L'abbazia dei Santi Pietro e Paolo di Viboldone è situata a Viboldone, frazione della città di San Giuliano Milanese, in provincia di Milano.
Per la bellezza della sua architettura e dei suoi affreschi trecenteschi è tra gli importanti complessi medievali della Lombardia.

## Storia
L'abbazia fu fondata nel 1176 e completata nel 1348 dagli Umiliati, un movimento religioso formato da monaci, monache e laici che, attorno alla chiesa, conducevano vita di preghiera e di lavoro. La data del 1348 è riportata su una lapide posta alla destra del portone d'ingresso principale. A Viboldone, l'attività degli Umiliati era particolarmente rivolta verso la fabbricazione di panni di lana e la coltivazione dei campi con sistemi di lavorazione assolutamente innovativi, tali da rendere l'abbazia uno dei centri più importanti del predetto ordine religioso dopo la chiesa di Santa Maria di Brera.
Dopo la soppressione degli Umiliati a opera di san Carlo Borromeo (1571), l'abbazia passò ai Benedettini Olivetani, successivamente soppressi dal governo austriaco e costretti ad abbandonare l'abbazia (1777).

### XX secolo
Nel 1940 il cardinale Ildefonso Schuster, dopo anni di abbandono, ha offerto l'abbazia a una comunità di religiose guidata da Margherita Marchi, separatasi dalla congregazione delle Benedettine di Priscilla. Il monastero sui iuris delle benedettine di Viboldone fu canonicamente eretto il 1º maggio 1941: le monache si dedicano alla produzione di confetture e, dal 1945, svolgono un'importante attività di editoria religiosa e teologica, oltre agli impegni di natura più strettamente monastica.
Nel 1965 Paolo VI ordinò che vi fosse trasferito l'abate di Montserrat, Aureli Maria Escarré, per sottrarlo alla persecuzione franchista.
Per molti anni, cappellano della comunità delle benedettine è stato Luisito Bianchi (1927-2012).

## Architettura

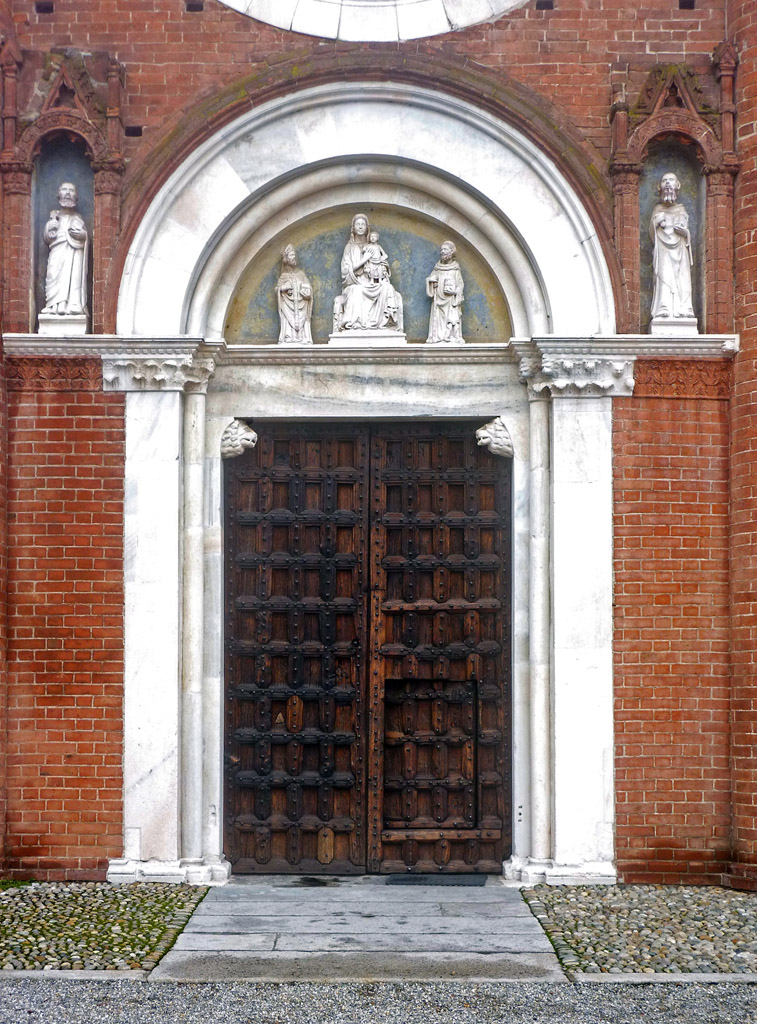
Il portale d'ingresso.

### Esterno
La facciata è a capanna, caratteristica per le bifore aperte sul cielo, con tessitura muraria in mattoni a vista, solcata da due semicolonne che la tripartiscono, con decorazioni di pietra bianca.
Il portale è in marmo bianco. Nella lunetta che ne sovrasta l'architrave si trovano sculture marmoree della Madonna con bambino fra i santi Ambrogio e Giovanni da Meda dello scultore genericamente indicato con il nome di Maestro delle sculture di Viboldone. Ai lati, due nicchie gotiche racchiudono le statue dei santi Pietro e Paolo (XIV secolo). Il portone della chiesa è di legno scuro, decorato con grandi costoloni lignei e grossi chiodi, e risale all'epoca della costruzione della facciata. In esso è ricavato un piccolo portoncino che è usato per l'ingresso in chiesa.

#### Campanile
Originale è il campanile, a cono cestile, che si innalza sopra il tiburio della chiesa, secondo la tradizione cistercense. Esso richiama l'impianto cromatico e decorativo della facciata, con cornici in cotto e archetti alla base delle bifore e delle trifore sormontate da oculi. La sobrietà degli elementi architettonici all'interno della chiesa la farebbe dire quasi spoglia, se non fosse la decorazione pittorica che la ricopre per buona parte a rivestirla di luci e di colori.

### Interno della chiesa

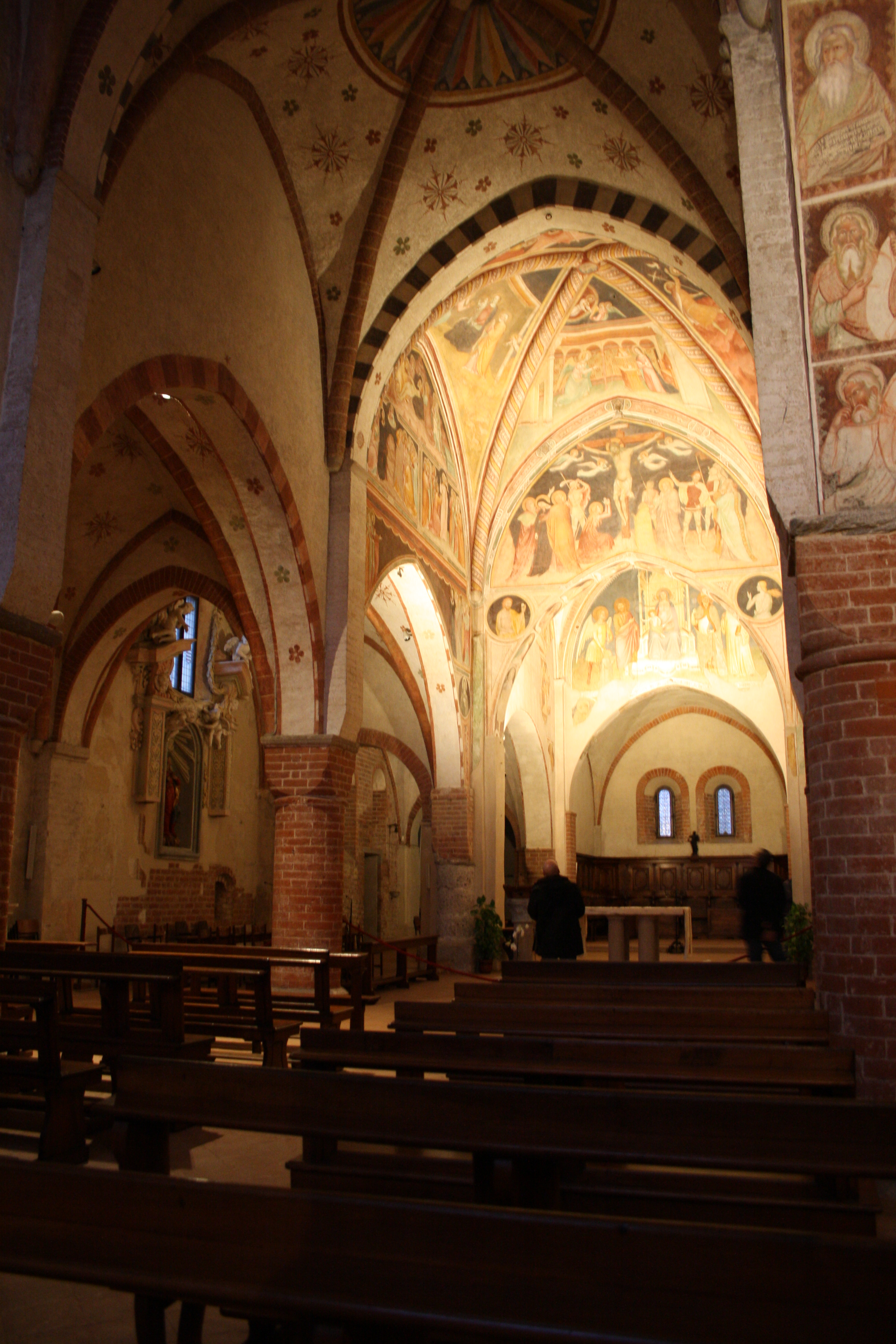
L'interno, con la volta illuminata.

L'impianto della chiesa è a sala rettangolare, a tre navate di cinque campate ciascuna, inquadrate in archi trasversali a sesto acuto. Prima campata in stile romanico e le successive, realizzate nel corso del Duecento, in stile gotico con colonne in cotto che sorreggono alte volte a crociera. La chiave di volta, al centro delle crociere, è circondata da spicchi racchiusi in un cerchio, con i colori dell'arcobaleno, segno dell'amicizia di Dio con gli uomini.
Le colonne che scandiscono le navate sono in laterizio, con capitelli dello stesso materiale a cubo scantonato.

#### Organo a canne
L'organo dell'Abbazia è stato costruito nel 2004 dall'organaro Giovanni Pradella.
Lo strumento, interamente a trasmissione meccanica, è dotato di due tastiere e di una pedaliera di 27 note.
I registri riportati con l'indicazione Registri in comune possono essere inseriti indifferentemente su una delle due tastiere, in base alle scelte dell'esecutore. Questa duplicità dei registri su ogni manuale permette numerosissime possibilità di combinazioni e sfumature di colore avendo a disposizione un numero limitato di registri. Nonostante le sue piccole dimensioni, lo strumento garantisce un adeguato supporto per una seria attività didattica e concertistica, senza trascurare gli aspetti concernenti l'impiego liturgico.
La particolare versatilità dello strumento è dovuta ad un sistema meccanico che permette l'inserimento di una parte dei registri indifferentemente su una delle due tastiere in base alle scelte dell'esecutore.

#### Affreschi
La chiesa accoglie numerosi e celebri affreschi, opere di Scuola giottesca. Nella parete frontale del tiburio è raffigurata, al centro, la Madonna in Maestà e Santi, direttamente datata al 1349. Sulla parete che la fronteggia è campito il Giudizio Universale attribuito a Giusto de' Menabuoi, che potrebbe risalire ad anni subito precedenti il 1370 (per quanto alcuni studiosi propendano per una data vicina al 1350); al suo centro, avvolto nella mandorla iridescente, la figura dolcissima del Cristo; alla sua destra stanno i "benedetti", con il volto proteso verso il Giudice, e alla sinistra i "dannati" su cui giganteggia la figura di Satana intento a divorare la preda. Sulla metà superiore della parete, due angeli sono intenti ad arrotolare il tempo della storia, facendo intravedere alle spalle la Gerusalemme celeste.

### Sala della Musica
Al primo piano della palazzina che fiancheggia la chiesa, si affaccia sul piazzale, con due finestre, la Sala della Musica, singolare testimonianza iconografica degli strumenti musicali in uso a Milano tra la fine del Quattrocento e i primi anni del Cinquecento.
Gli affreschi in essa conservati rendono l'immagine di un portico, dove lesene scanalate ripartiscono dodici finestre che contengono ogni sorta di strumenti musicali a monocromo di terra rossa con ombreggiature nere e ombre di color ocra su fondo bianco. Gli strumenti, dipinti a grandezza reale, sono disposti a coppie incrociate secondo uno schema a trofeo che evidenzia la centralità dell'immagine, la simmetria e l'assenza di gravità tipica delle grottesche.
Nulla o quasi resta dell'antico monastero.